# Vulkanismus na Io

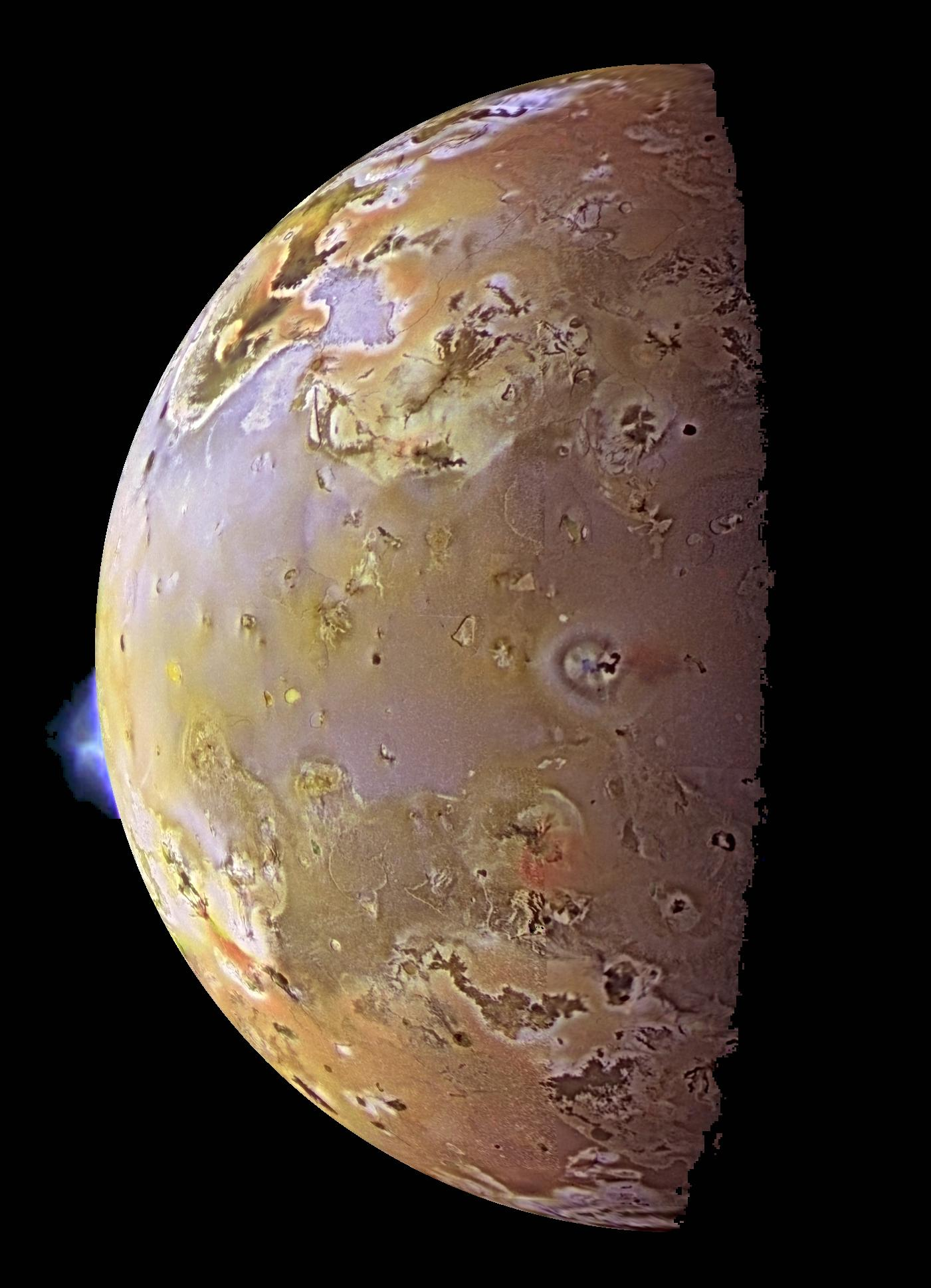
Io se dvěma aktivními vulkány

Vulkanismus na Io, měsíci Jupitera, způsobuje aktivita četných sopek vytvářejících lávové proudy, které vyvrhují síru a oxid siřičitý do atmosféry měsíce. Tuto vulkanickou činnost objevila v roce 1979 sonda Voyager 1.
Na fotografiích, které na Zem poslaly sondy Voyager 1, Voyager 2, Galileo, Cassini a New Horizons, astronomové objevili 150 aktivních sopek, ale předpokládá se, že by jich mohlo být celkem okolo 400.. Io je ve Sluneční soustavě po Zemi a možná po Venuši jediné těleso, kde je aktivní vulkanismus pozorován (sopky na Marsu se zdají být vyhaslé). Sopečnou činnost na Io vyvolávají slapové síly Jupiteru a blízkých galileovských měsíců.
Io je nejvíce vulkanicky aktivní těleso ve sluneční soustavě. Vědci rozlišují tři různé typy sopečných erupcí, liší se v délce trvání, intenzitou a množstvím vyvržené lávy. Lávové proudy na Io jsou desítky až stovky kilometrů dlouhé, tvořeny jsou především čedičem, který je typický i pro pozemskou sopku Kilauea na Havaji. Bylo však objeveno i několik sirných druhů láv a výlevy oxidu siřičitého. Vyvrženiny při erupci dosahují teploty 1300 °C (cca 1600 K).
Sopečné erupce vyvrhují lávu a plyny až do výšky 500 kilometrů nad povrch měsíce, a přitom vznikají velké trychtýřovité formace vyvrženin. Oblaka plynů zbarvují okolní terén do červena, černa, nebo bíla, vlivem čehož vzniká a je doplňována na Io řídká atmosféra. Kosmické sondy, které kolem měsíce proletěly od roku 1979, zpozorovaly, že vulkanická činnost rychle mění celý povrch měsíce.

## Objevení

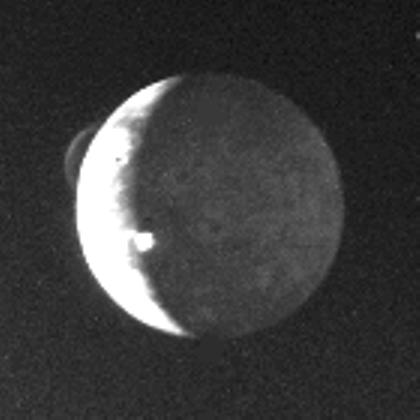
Černobílý snímek aktivního vulkanismu

Před přeletem Voyageru 1 5. března 1979 byl Io byl považován za vulkanicky neaktivní svět podobně jako pozemský Měsíc. Objev sodíku v jeho okolí vedl k teorii, že satelit bude pokryt vrstvou evaporitů. V roce 1970, když se Io nacházel v Jupiterově stínu, bylo provedeno měření vlnové délce 10 μm v infračervené oblasti spektra a vědci objevili (ve srovnání s ostatními satelity Jupitera) anomálně vysoké tepelné toky.